# Racotis maculata
Racotis maculata är en fjärilsart som beskrevs av Lucas 1889. Racotis maculata ingår i släktet Racotis och familjen mätare. Inga underarter finns listade.